# Robert de Torigni
Robert de Torigni (o Robertus de Monte) fue un cronista normando, decimosexto abad de Mont Saint-Michel, de 1154 a 1186, gran constructor, diplomático, historiador y consejero privado de Enrique II de Inglaterra.

## Biografía

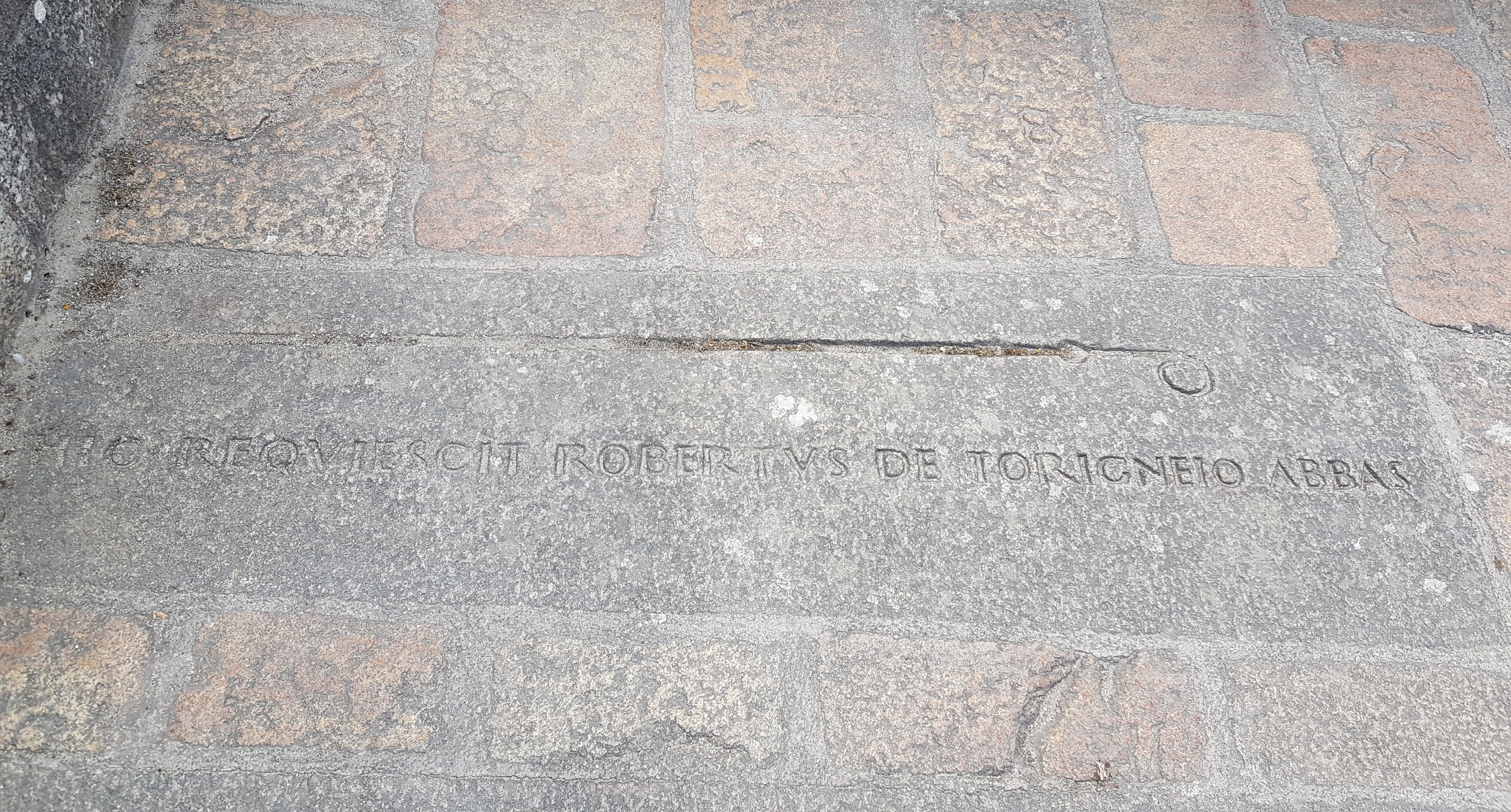
Lápida de Robert de Torigni (Abadía de Mont-Saint-Michel, terraza oeste).

Originario de Torigni-sur-Vire, Robert, nació en 1106, era según T. Le Roy, hijo de Téduin y Agnès, señores de Torigni.
Entra en la abadía de Bec 1128, bajo la abadiato de Boson. Robert probablemente se convirtió en su prior en 1149.
Fue elegido abad de Mont-Saint-Michel el27 de mai de 1154. Fue confirmado el 24 de junio y bendecido el 22 de julio por Hugo III de Amiens, arzobispo de Ruan, asistido por Herbert, obispo de Avranches, Gérard, obispo de Sées y Roger de Bailleul, abad de Bec, Michel, abad de Préaux y Hugues, abad de Saint-Sauveur-le-Vicomte.
Él hace un trabajo importante. Construyó las dos torres occidentales y el edificio sur que incluye el hotel y la enfermería.
El 29 de septiembre de 1158, Enrique II de Inglaterra asiste a misa y come en el refectorio de los monjes con sus barones, a su regreso de Avranches donde recibió la sumisión de Conan de Bretaña. El 23 de noviembre siguiente, los reyes Luis VII y Enrique II asistieron a misa para sellar su reconciliación.
Estuvo en Domfront en 1161 para el bautismo de Leonor, hija de Enrique II y Leonor de Aquitania, con Achard de Saint-Victor, padrino de los bautizados.
Robert se convierte en enero de 1162 en señor de Pontorson. Estuvo presente en 1163 en el Concilio de Tours por invitación del Papa Alejandro III. Las propiedades de la abadía en Bretaña se confirman el30 de septembre de 1164 por Etienne, obispo de Rennes. Presidió en mayo de 1169 en Rennes la ceremonia de investidura de Godofredo, nuevo duque de Bretaña, con Étienne de Fougères, obispo de Rennes y Alberto, obispo de Saint-Malo.
Participa el 11 de noviembre de 1177 con Henri, obispo de Bayeux y Richard, obispo de Avranches en la elección de Rolland, deán de Avranches en la archidiócesis de Dol.
Enterrado bajo la actual puerta lateral de la iglesia, en el lado de la epístola, su sepultura fue hallada en 1875 por Édouard Corroyer.

## El cronista
Robert de Torigni también fue un gran lector de obras religiosas y seculares. Como prior y abad estuvo más involucrado en el mundo secular que Orderic Vital y Guillaume de Jumièges, los dos coautores de la Gesta Normannorum Ducum. El primer trabajo sustancial de Robert de Torigni es la revisión de la Gesta Normannorum Ducum que data de 1139. Es autor de apéndices y anexos a la crónica de Sigebert de Gembloux que abarca el período 385 a 1100. La Gesta Normannorum Ducum es una continuación de Sigeberto que se extiende desde 1100 hasta 1186. Esta obra es de interés para la historia de 1154 a 1170.

## Obras
- Chronique de Robert de Torigni, abbé du Mont-Saint-Michel, ed. Leopold Delisle, Rouen, Le Brument, 1872-3.
- De ortu Waluuanii nepotis Arturi, Ed. Robert Day, Mildred Leake, Nueva York; Londres, Garland, 1984.
- De immutatione ordinis monachorum